# Cascada de les Set Germanes
|  | Per a altres significats, vegeu «Set Germanes». |

Les Set germanes (noruec: De Syv Søstrene o Dei Sju Systrene, també coneguda com a Knivsflåfossen) és la 39a cascada més alta a Noruega. La cascada consta de set corrents separats, i el més alt dels set té una caiguda lliure de 250 metres.
Es troba al fiord de Geiranger al municipi de Stranda, situat al comtat de Møre og Romsdal (Noruega). La cascada està just al sud de la històrica granja de Knivsflå, a l'altre costat del fiord des de la vella granja de Skageflå. Es troba a uns 6,5 quilòmetres a l'oest de la localitat de Geiranger. Forma part del Bé natural dels Fiords de l'oest de Noruega-Geirangerfjord i Nærøyfjord com a Patrimoni de la Humanitat.

## Nom
"Les set germanes" (noruec: De Syv Søstrene o Dei Sju Systrene) està localitzada al costat nord del fiord de Geiranger, i directament a l'altre costat del fiord es troba una cascada d'un sol corrent anomenada El pretendent (en noruec, De Syv Søstrene o Dei Sju Systrene). La llegenda de les Set germanes explica que ballen alegrement mentre descendeixen. Entretant, a l'altre costat del fiord, el pretendent coqueteja alegrement amb elles al lluny.